# Grandes Esperanças (filme de 1998)
Grandes Esperanças (Great Expectations) é um filme estadunidense de 1998 do gênero drama romântico, uma adaptação cinematográfica contemporânea do romance homônimo de 1861 de Charles Dickens, co-escrito e dirigido por Alfonso Cuarón e estrelado por Ethan Hawke, Gwyneth Paltrow, Hank Azaria, Robert De Niro, Anne Bancroft e Chris Cooper. É conhecido por ter mudado o cenário do romance original de 1812-1827 de Londres para a década de 1990 de Nova Iorque. O filme é uma modernização abreviada do romance de Dickens de 1861, com o nome do herói também mudado de Pip para Finn e a personagem Miss Havisham foi renomeada para Nora Dinsmoor. O filme recebeu críticas mistas.

## Sinopse
Conta a história de um jovem artista apaixonado desde os 7 anos por uma vizinha rica, que se tornara uma bela mulher, e que é extremamente fria para com ele. O filme é a modernização do clássico de Charles Dickens sobre o órfão Bell e seu amor pela bela e fria Estella, criada por sua vó uma mulher cruel que busca vingança contra os homens por ter sido abandonada à beira do altar, e o misterioso benfeitor que muda o destino do rapaz.

## Elenco
- Ethan Hawke .... Finnegan Bell
  - Jeremy James Kissner .... Finnegan com 10 anos
- Gwyneth Paltrow .... Estella
  - Raquel Beaudene .... Estella com 10 anos
- Chris Cooper .... tio Joe
- Hank Azaria .... Walter Plane
- Anne Bancroft .... sra. Nora Diggers Dinsmoor
- Robert De Niro .... Arthur Lustig, prisioneiro fugitivo
- Josh Mostel .... Jerry Ragno
- Kim Dickens .... Maggie
- Nell Campbell .... Erica Thrall
- Gabriel Mann .... Owen
- Stephen Spinella .... Carter Macleish

## Locais usados
- Cà d'Zan, uma residência histórica em Sarasota, Flórida, foi usada para o exterior e partes do interior de Paradiso Perduto. A mansão foi construída em 1924 por Mable e John Ringling. A fachada estava vestida para parecer decrépita e coberta de vegetação, um portão foi acrescentado à avenida que se aproximava da frente, e o salão de baile interior e a varanda com vista para o terraço à beira-mar também estavam vestidos para as cenas de dança.[6][7]
- Bradenton, Flórida - Cortez Road e Sarasota Bay - foi usada para a abordagem e os jardins de Paradiso Perduto.
- Hempstead House, em Long Island, Nova Iorque, foi usada para a corte interior do Paradiso Perduto.
- Harry F. Sinclair House, na East 79th St. e 5th Avenue, em Manhattan, funcionava como o exterior da mansão de Dinsmoor em Nova Iorque.

## Produção
O diretor Alfonso Cuarón era um grande fã do trabalho de Ethan Hawke em Before Sunrise (1995) e queria muito que ele assumisse a liderança. Hawke inicialmente não estava interessado - ele achava que os temas de classe presentes na história seriam melhor servidos no contexto americano se o personagem principal fosse latino ou afro-americano. No entanto, depois de se encontrar com Cuarón e impressionado com o entusiasmo do diretor pelo projeto, Hawke concordou.
A narração não estava no roteiro original. Depois que o filme foi editado juntos, o produtor Art Linson sentiu que era necessária a narração para manter o tecido conjuntivo no mundo hipersilizado que Cuaron havia criado. Anteriormente trabalhando com o roteirista David Mamet em The Edge, Linson o contratou para escrever a narração. Mamet não foi creditado no filme final.
O nome do personagem de Hawke ficou indeciso por um tempo, com o Pip do romance original soando desagradável, dada a configuração moderna da versão. Mais tarde, a produção se baseou em Finnegan, ou Finn, o nome do cachorro de Hawke.

## Trilha sonora
A música "Siren" foi escrita para este filme por Tori Amos. A trilha sonora também inclui músicas de artistas populares como Pulp, Scott Weiland, Iggy Pop, Chris Cornell e The Verve Pipe. A contribuição de Duncan Sheik, a música "Wishful Thinking", foi lançada como um single da trilha sonora e "Today" de Poe foi lançada como uma promoção. A trilha sonora do filme foi escrita pelo compositor escocês Patrick Doyle, um veterano de muitas adaptações literárias e colaborador frequente de Kenneth Branagh.
Várias variações da música Bésame Mucho são ouvidas ao longo do filme. A gravação principal, no entanto, e a versão lançada na trilha sonora, são executadas por Cesaria Evora.
A trilha sonora também contou com o single "Life in Mono", que se tornou um grande sucesso, figurando na Billboard Hot 100.
A trilha sonora "Kissing in the Rain" foi mostrada na música "RoboCop" no álbum de Kanye West em 2008, 808s & Heartbreak.
1. Finn (Intro) - Vocalização instrumental por Tori Amos
2. Siren - Interpretada Tori Amos
3. Life in Mono - Interpretada por Mono
4. Sunshower - Interpretada por Chris Cornell
5. Resignation - Interpretada por Reef
6. Like a Friend - Interpretada por Pulp
7. Wishful Thinking - Interpretada por Duncan Sheik
8. Today - Interpretada por Poe
9. Lady, Your Roof Brings Me Down - Interpretada por Scott Weiland
10. Her Ornament - Interpretada por The Verve Pipe
11. Walk This Earth Alone - Interpretada por Lauren Christy
12. Breakable - Interpretada por Fisher
13. Success - Interpretada por Iggy Pop
14. Slave - Interpretada por David Garza
15. Uncle John's Band - Interpretada por Grateful Dead
16. Besame Mucho - Interpretada por Cesária Évora

## Romantização
O roteiro deste filme foi escrito por Mitch Glazer, vagamente baseado no romance de Charles Dickens, Great Expectations. O filme em si foi então romantizado por Deborah Chiel, também sob o título Great Expectations.

## Principais prêmios e indicações
ALMA Awards (EUA)
- Indicado na categoria de diretor de cinema latino-americano extraordinário.

## Recepção
O Metacritic, que usa uma média ponderada, atribuiu ao filme uma pontuação de 55 em 100, baseado em 24 críticos, indicando críticas "mistas ou médias". No site agregador de críticas Rotten Tomatoes, 37% das 35 avaliações dos críticos são positivas.

## Adaptação
Esta é a segunda adaptação do livro de Charles Dickens para as telas de cinema; a anterior fora em 1946, e ganhou os Oscars de melhor fotografia e melhor direção de arte.
A música Sunshower do Chris Cornell aprece neste filme.

## Arte e retratos usados no filme
Todas as obras de arte de Finn e retratos dos personagens principais do filme foram feitas por Francesco Clemente, um pintor italiano. Os atores sentaram-se para ele em particular. Uma galeria de algumas das pinturas está disponível para visualização no site da Fox dedicado ao filme.